# 大钟杜鹃
大钟杜鹃（学名：Rhododendron ririei）为杜鹃花科杜鹃花属下的一个种。

## 扩展阅读
- 維基物種上的相關：大钟杜鹃